# Běloruská státní univerzita
Běloruská státní univerzita (bělorusky Беларускі дзяржаўны ўніверсітэт, rusky Белорусский государственный университет; zkr. BSU) je státní běloruská vzdělávací instituce založená roku 1921 se sídlem v Minsku.

## Známí absolventi
- Alěs Adamovič, běloruský spisovatel
- Světlana Alexijevičová, běloruská spisovatelka
- Ryhor Baradulin, běloruský básník
- Vincuk Vjačorka, běloruský novinář a opoziční politik